# Сьвінобруд (Нижньосілезьке воєводство)
Сьвінобруд (пол. Świnobród, нім. Schweinbraten) — село в Польщі, у гміні Борув Стшелінського повіту Нижньосілезького воєводства.
Населення — 83 особи (2011).
У 1975-1998 роках село належало до Вроцлавського воєводства.

## Демографія
Демографічна структура станом на 31 березня 2011 року:
|          | Загалом | Допрацездатний вік | Працездатний вік | Постпрацездатний вік |
| -------- | ------- | ------------------ | ---------------- | -------------------- |
| Чоловіки | 43      | 5                  | 30               | 8                    |
| Жінки    | 40      | 8                  | 25               | 7                    |
| Разом    | 83      | 13                 | 55               | 15                   |